# レシュティ

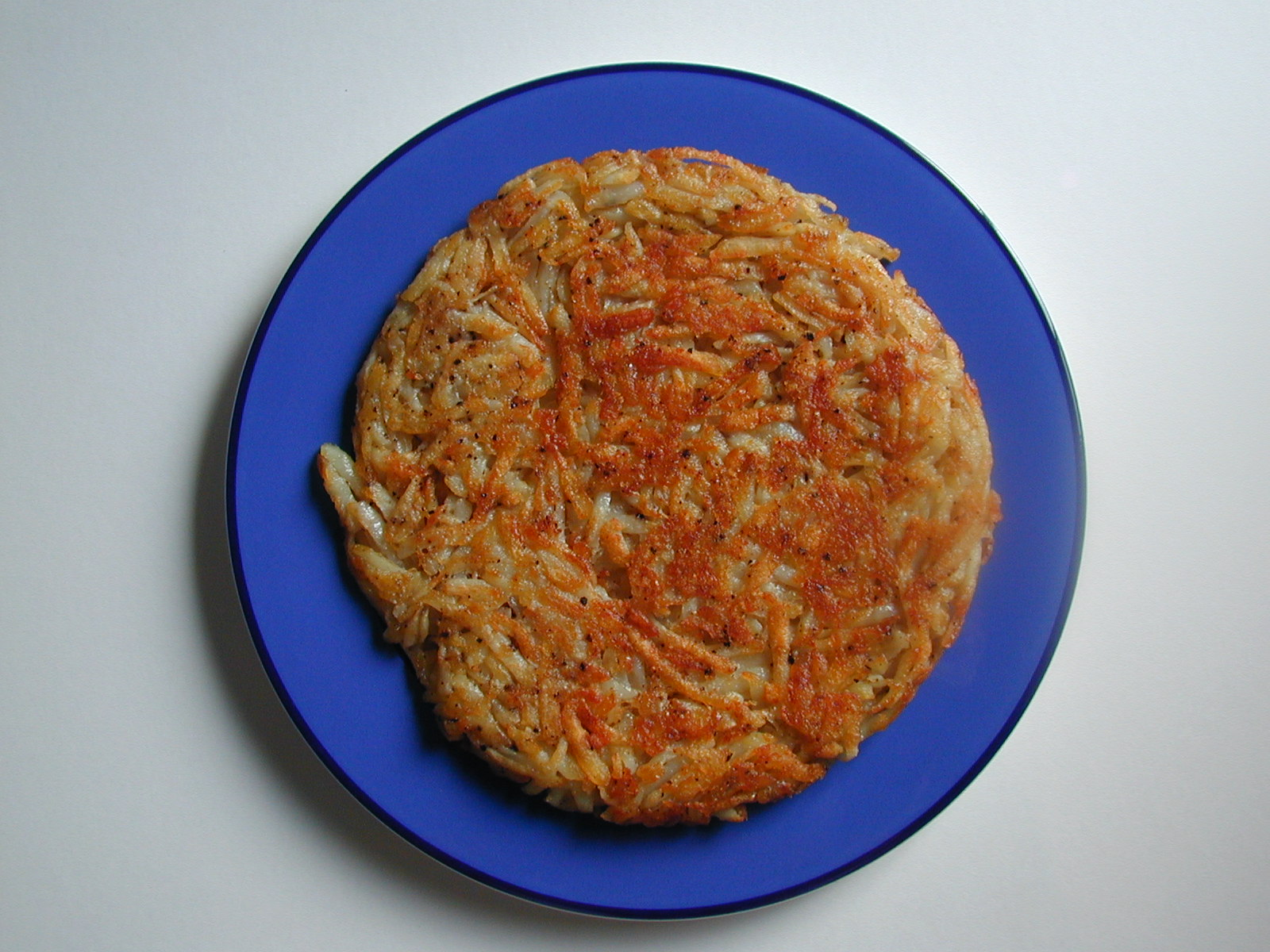
フライパンで丸い形にされたレシュティ

レシュティ（ドイツ語: Rösti, Rööschti、 [ˈrøːʃti]）は、主にジャガイモから作られるスイス料理。
日本語のカタカナ表記としてはロスティもある。

## 概要
レシュティは「スイスを代表する料理」と紹介されることも多いが、厳密には「スイスのドイツ語圏を代表する料理」であり、同じスイスでもフランス語圏ではあまり食されていない。
レシュティは「ローストした料理」を意味し、焼いて調理される料理の総称だったものが、後にジャガイモ料理に限定されるようになった。元々ベルン州の農家の一般的な朝食だったが、今日ではスイス全土から欧米の多くのレストランでも食べられる。多くのスイス人は、国民食だと考えている。今日、それ自体を完全な朝食と考えるよりは、一般的にセルベラかフライシュケーゼなど他の料理の付け合せとされている。下ごしらえ済みで、焼けば食べられるレトルトパウチ商品としても流通している。
粗くおろしたジャガイモの、生か茹でたものを用いる。通常塩胡椒と、焼き方によってはバター等の油脂を加えることがある。あるいは料理油を使用する。つぎに、おろしたジャガイモを通常直径3-12cm、厚さ1-2cm間の円形かパテ状に形を整える。サイズはさまざまである。ただフライパンの形に合わせるだけのことも多い。それらを通常フライパンで揚げるか、オーブンで焼く。基本的にはジャガイモのみから成るが、ベーコン、タマネギ、チーズ、リンゴまたは新鮮なハーブなど多くの材料を追加することもあり、そこにはしばしば地方色が現れるとされる。
どんなレシュティが最高であるかについては様々な見解がある。意見が最も大きく分かれるのは、主な材料として使うジャガイモが生か茹でたものかという点である。また、レシュティに最適のジャガイモの種類が何であるかについても広く議論がある。伝統的にはレシュティポテトという特別な種のジャガイモが使用されている。

## 文化的影響
スイスでは主にドイツ語圏で食べられているが、他の地域でも簡単に食べる事が出来る。レシュティはラテン文化とは対照的に、スイス・ドイツ文化のステレオタイプな部分として表現される。フランス語圏とドイツ語圏を隔てる地理的な境界線は「レシュティグラーベン」（直訳すると「レシュティ溝」）と呼ばれる。